# شوالباخ
شوالباخ (به آلمانی: Schwalbach, Saarland) یک شهر در آلمان است که در زارلوئیس واقع شده‌است.
موقعیت جئوگرافیک
این شهر بین رشته کوه Taunus، حدود 10 کیلومتر از Kleiner Feldberg (825 متر)، و رودخانه Main واقع شده است. اگرچه مرکز شهر فرانکفورت آم ماین حدود 10 کیلومتر از مرکز شوالباخ فاصله دارد، جنوبی‌ترین نقطه شوالباخ (زمین کشاورزی) یک کیلومتر مرز مشترک با فرانکفورت (در امتداد اتوبان A66) دارد. محل سکونت اولیه که اکنون به نام Alt-Schwalbach شناخته می شود، در محل تلاقی Sauerbornbach و Waldbach ساخته شده است. در زیر محل تلاقی، نهر به نام شوالباخ شناخته می شود. («باخ» = «جوش» یا «جریان»). قبل از واگذاری به سکونت انسان، بیشتر منطقه به شدت جنگلی بود - نوک شمالی شهرداری هنوز به جنگل‌ها واگذار می‌شود.
ت 

## خصوصیات
شوالباخ ۲۷٫۳۱ کیلومترمربع مساحت دارد ۲۵۰ متر بالاتر از سطح دریا واقع شده‌است.